# Flaxton (Dakota Północna)
Flaxton – miasto w Stanach Zjednoczonych, w stanie Dakota Północna, w hrabstwie Burke.